# Чхве Йон Ре
Чхве Йон Ре  (кор. 최 영래, 13 травня 1982) — південнокорейський стрілець, олімпійський медаліст.

## Виступи на Олімпіадах
| Олімпіада   | Дисципліна                  | Місце |
| ----------- | --------------------------- | ----- |
| Лондон 2012 | пневматичний пістолет, 10 м | 35    |
| Лондон 2012 | довільний пістолет, 50 м    | 2     |